# Bernard Vincent Rollin
Bernard Vincent Rollin (* 1911; † 1969) war ein britischer Physiker.

## Leben
Rollin entdeckte als Student (Bachelor 1933) 1938 am Clarendon Laboratory der Universität Oxford mit Franz Eugen Simon den nach ihm benannten Rollin-Effekt dünner Filme von flüssigem Helium (siehe Suprafluidität). Er wurde 1945 Lecturer in Oxford und 1967 Fellow des Wolfson College.
Rollin führte sehr früh – gleich nach der Entdeckung in den USA – 1946 NMR-Techniken am Clarendon Laboratory ein. Er war damit der Pionier der NMR in Großbritannien. Rollin baute sein eigenes NMR-Spektrometer und publizierte darüber schon 1946 in Nature. Seine Beiträge hatten später Probleme, in weiteren Kreisen Anerkennung zu finden, da er exzentrisch war und Oxford grundsätzlich nicht verließ, nicht einmal für Tagungen.